# Kladno
Pour les articles homonymes, voir Kladno (homonymie).
Kladno est une ville de la région de Bohême centrale, en Tchéquie, et le chef-lieu du district de Kladno. Sa population s'élevait à 69 664 habitants en 2025.

## Géographie
Kladno est située à 25 km à l'ouest-nord-ouest du centre de Prague.
La commune est limitée par Vinařice, Pchery, Brandýsek et Cvrčovice au nord, par Stehelčeves, Buštěhrad et Hřebeč à l'est, par Velké Přítočno, Pletený Újezd et Velká Dobrá au sud, et par Kamenné Žehrovice, Tuchlovice et Libušín à l'ouest.

## Histoire
La première mention qui se réfère avec certitude à Kladno remonte au début du XIVe siècle. Ce qui n'était alors qu'un village était la propriété des seigneurs de Kladno dont la lignée s'éteignit en 1543. En 1561, la ville gagna le droit d'utiliser son propre blasonnement sans toutefois se défaire des liens féodaux ; elle dépendit des seigneurs de Žďár jusqu'en 1701, puis d'Anne-Marie-Françoise de Saxe-Lauenbourg, grande-duchesse de Toscane, qui céda son bailliage en 1705 aux moines bénédictins de Břevnov dont Kladno dépendra jusqu'en 1848.
La découverte du charbon au XIXe siècle marqua le départ d'une nouvelle étape du développement de la ville qui devint un important centre industriel, dont la population explosa alors.
L'aciérie Poldi, créée en 1889, a été la plus importante de Bohème. Son nom vient de Leopoldina, épouse de Karl Wittgenstein, un des fondateurs des aciéries, père du philosophe Ludwig Wittgenstein. 
En 1898, l'empereur François-Joseph Ier lui accorda le titre de « ville minière royale ».

## Population
Recensements ou estimations de la population de la commune dans ses limites actuelles :
| 1869*  | 1880*  | 1890*  | 1900*  | 1910*  | 1921*  |
| ------ | ------ | ------ | ------ | ------ | ------ |
| 16 421 | 23 863 | 32 079 | 42 521 | 49 668 | 48 941 |

| 1930*  | 1950*  | 1961*  | 1970*  | 1980*  | 1991*  |
| ------ | ------ | ------ | ------ | ------ | ------ |
| 51 249 | 50 470 | 55 919 | 63 076 | 71 141 | 71 753 |

| 2001*  | 2011*  | 2016   | 2017   | 2018   | 2019   |
| ------ | ------ | ------ | ------ | ------ | ------ |
| 71 132 | 68 103 | 68 466 | 68 660 | 68 804 | 69 054 |

| 2020   | 2021   | 2022   | 2023   | 2024   | 2025   |
| ------ | ------ | ------ | ------ | ------ | ------ |
| 61 337 | 68 896 | 66 903 | 68 436 | 69 078 | 69 664 |

## Personnalités
Sont nés à Kladno :
- Anton Cermak (1873-1933), maire de Chicago de 1931 à 1933
- Cyril Bouda (1901-1984), peintre ;
- Antonín Kachlík (1923-2022), réalisateur ;
- Karolina Slunéčková (1934-1983), actrice ;
- Jiří Dienstbier (1937-2011), homme politique, ministre des Affaires étrangères ;
- Vlastimil Hort (1944-2025), joueur d'échecs tchécoslovaque puis allemand ;
- Jaromír Jágr (1972), joueur de hockey sur glace ;
- Koloman Gögh (1948), footballeur ;
- Václav Jamek (1949), écrivain ;
- Martin Hřídel (1968), footballeur ;
- František Kaberle (1973), joueur de hockey sur glace ;
- Tomáš Plekanec (1982), joueur de hockey sur glace ;
- Jan Suchopárek (1969), footballeur, ancien défenseur du RC Strasbourg et de l'équipe nationale ;
- Jakub Voraceck (1989), joueur de hockey professionnel ;
- Barbara Summer (1977), actrice de films pornographiques ;
- Ennio Guardi (1988), acteur de films pornographiques.

## Sports
La ville est le siège du club de hockey, HC Kladno, du club de volley-ball VK Kladno et du club de football SK Kladno.

## Jumelage
Kladno est jumelée avec :
- Vitry-sur-Seine (France) ;
- Bellevue (Washington) (États-Unis).

## Transports
Par la route, Kladno se trouve à 29 km de Prague. Deux autoroutes relient Kladno à Prague : l'autoroute D6 qui passe au sud de Kladno, et l'autoroute D7 qui passe au nord.